# Cteninae
Cteninae es una subfamilia de arañas araneomorfas de la familia Ctenidae.

## Lista de géneros
- Amauropelma Raven, Stumkat & Gray, 2001
- Ancylometes Bertkau, 1880
- Asthenoctenus Simon, 1897
- Celaetycheus Simon, 1897
- Centroctenus Mello-Leitão, 1929
- Ctenopsis Schmidt, 1956
- Ctenus Walckenaer, 1805
- Cupiennius Simon, 1891
- Incasoctenus Mello-Leitão, 1942
- Isoctenus Bertkau, 1880
- Itatiaya Mello-Leitão, 1915
- Leptoctenus L. Koch, 1878
- Montescueia Carcavallo & Martínez, 1961
- Ohvida
- Oligoctenus -
- Parabatinga
- Phoneutria
- Thoriosa Simon, 1910
- † Nanoctenus Wunderlich, 1988 — fósil (ámbar dominicano)
- Paravulsor Mello-Leitão, 1922